# 주이 (홍무제의 25남)
이여왕 주이(중국어: 伊厲王, 1388년 7월 9일 - 1414년 10월 8일)는 홍무 21년 6월 6일에 태어난 명 태조 주원장의 25남이다. 명나라 1대 이왕(伊王)이며, 생모는 여비 갈씨이다.

## 생애
홍무 24년 4월 13일 (1391년 5월 17일), 주이는 이왕(伊王)에 봉해졌다. 영락 6년 5월 11일 (1407년 6월 16일), 하남부 낙양의 번에 취임하였다.
주이는 무사(武事)를 좋아하여, 궁에 머무르는 것을 싫어했고, 늘 새총과 검을 들고 말을 타고 교외를 질주하며, 걸핏하면 미처피하지 못한 백성들을 말로 치었다고 한다. 그의 생활은 욕심이 도를 지나치게 심했고, 평소에 주이는 삭발과 남녀의 잡거를 거침없이 하며 즐겼다고 한다.
영락 12년 (1414년), 주이가 사망하였고, 이왕에 오른지 23년째였고, 향년 26세였다. 그가 죽은 후, 예부는 주이가 여러번 계유를 받고도 악행을 고치지 않았기 때문에, 명 성조 시기에 주이의 작위를 추삭하고 서인의 예에 따라 안장할 것을 건의하였으나, 명 성조는 주이를 추모하며 주이의 작위를 깎지 아니할 것을 명하였으나, 시호로 악하다는 뜻의 여(厲)를 내렸고, 10년 후, 주이의 아들 주옹결이 작위를 세습하였다.

## 가계

### 처첩
- 왕비 유씨(劉氏) : 좌군도독 유정의 딸
- 정씨(丁氏)

### 자녀
- 서자 : 이간왕(伊簡王) 주옹결 (1413년 - 1462년), 1424년 작위 세습

### 후예
이번(伊藩) 종실의 한 지류의 마지막 이왕 주전영 때, 사재 주전영은 사람이 악독하였다. 모든 관리가 낙양을 건너 조정에 들어가지 않는 자는 예의가 없다하고, 군치 및 학궁을 침탈하고, 민가를 침탈하고, 일반 백성의 여성을 강제로 징발했다.
가정 43년 (1564년), 명 세종이 주전영의 음행과 무법으로 그 이왕의 작위를 빼앗고, 서인으로 폐위시킨 다음, 이번은 명나라가 망할 때까지 주번(周藩)의 관리 하에 놓였다.

## 참고자료
- 《명사(明史)》
- 《명실록(明實錄)》

|  | 이왕(伊王) 1391년 - 1414년 | 후임 아들 간왕 주옹결 |